# Sabine Seichter
Sabine Seichter (* 1981) ist eine Pädagogin und Hochschullehrerin. Sie ist seit 2014 Universitätsprofessorin der Allgemeinen Erziehungswissenschaft an der Paris-Lodron-Universität Salzburg. 

## Leben
Sabine Seichter studierte von 2000 bis 2004 Erziehungswissenschaften, Philosophie, Ethnologie und Volkswirtschaftslehre an der Julius-Maximilians-Universität Würzburg. Von 2005 bis 2007 absolvierte sie ein Promotionsstudium an der Universität Würzburg, das durch ein Stipendium für herausragende Studierende der Hanns-Seidel-Stiftung gefördert wurde. Sabine Seichter schloss 2007 ihre Promotion mit höchster Auszeichnung ab. Ihre Dissertation zum Thema „Pädagogische Liebe. Erfindung, Blütezeit, Verschwinden eines pädagogischen Deutungsmusters“ wurde mit opus valde laudabile bewertet und mit summa cum laude verteidigt. Während der Arbeit an ihrer Dissertation forschte Sabine Seichter auch an der Universität Verona und an der Harvard University.
Von 2008 bis 2011 arbeitete Seichter als wissenschaftliche Mitarbeiterin am Fachbereich Erziehungswissenschaft an der Johann Wolfgang Goethe-Universität Frankfurt am Main. Von 2011 bis 2013 übernahm sie eine Vertretungsprofessur für Allgemeine Erziehungswissenschaft an der Universität Erlangen-Nürnberg. Im Jahr 2011 schloss sie ihre Habilitation an der Universität Frankfurt mit einer Qualifikationsschrift zum Thema „Bildung und Ernährung. Ein anderer Blick auf Kindheit“ ab und erhielt eine Venia Legendi für das Fach Erziehungswissenschaft. Von 2013 bis 2014 war sie zudem Interims-Professorin für Allgemeine Erziehungswissenschaft an der Universität Erlangen-Nürnberg. Seit März 2014 ist Seichter Universitätsprofessorin für Allgemeine Erziehungswissenschaft mit dem Schwerpunkt Theoretische und methodologische Grundlagen an der Paris-Lodron-Universität Salzburg.
Seichters Forschungsinteressen sind u. a. die Theorie- und Diskursgeschichte von Erziehung und Bildung, die Geschichte und Systematik personalistischer Konzepte in Anthropologie und Bildungstheorie sowie kulturwissenschaftliche Zugänge zu Erziehung und Bildung. Sie ist Mitherausgeberin und geschäftsführende Schriftleiterin der Vierteljahrsschrift für wissenschaftliche Pädagogik sowie Mitherausgeberin der Zeitschriften Pädagogische Rundschau und Engagement. Zeitschrift für Erziehung und Schule. Im November 2018 wurde Seichter zum ordentlichen Mitglied der Europäischen Akademie der Wissenschaften und Künste (Class: Humanities) berufen. Seit September 2022 ist Seichter stellvertretende Präsidentin der Görres-Gesellschaft.
Anfang 2024 veröffentlichte Seichter eine kritische Auseinandersetzung mit Maria Montessori, worin sie auf deren naturalistische, eugenische und faschistisch geprägte Lehren hinwies.

## Schriften (Auswahl)
- Pädagogische Liebe: Erfindung, Blütezeit, Verschwinden eines pädagogischen Deutungsmusters, Schöningh 2007, ISBN 978-3-506-76445-4.
- mit Winfried Böhm: Wörterbuch der Pädagogik, 17., aktualisierte und vollständig überarbeitete Auflage, Ferdinand Schöningh, Paderborn 2018, ISBN 978-3-8252-8716-0.
- Erziehung und Ernährung. Ein anderer Blick auf Kindheit, 3., aktualisierte Auflage, Beltz Juventa, Weinheim/Basel 2020, ISBN 978-3-7799-6174-1.
- Erziehung an der Mutterbrust. Eine kritische Kulturgeschichte des Stillens, 2., überarbeitete und aktualisierte Auflage, Beltz Juventa, Weinheim/Basel 2020, ISBN 978-3-7799-6149-9.
- Das „normale“ Kind. Einblicke in die Geschichte der schwarzen Pädagogik, Beltz, Weinheim/Basel 2020, ISBN 978-3-407-25838-0.
- Der lange Schatten Maria Montessoris. Der Traum vom perfekten Kind, Beltz, Weinheim/Basel 2024, ISBN 978-3-407-25937-0.